# Derecho ambiental

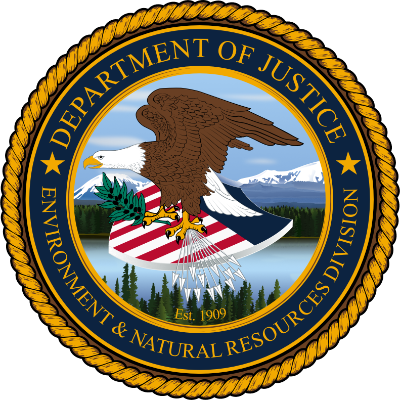
Emblema de la División de Medio Ambiente y Recursos Naturales de los EE.UU, que depende del Departamento de Justicia

El derecho ambiental pertenece a la rama del derecho social y es un sistema de normas jurídicas que regulan las relaciones de las personas con la naturaleza, con el propósito de preservar y proteger el medio ambiente en su afán de dejarlo libre de contaminación, o mejorarlo en caso de estar afectado. Sus objetivos son la lucha contra la contaminación, la preservación de la biodiversidad, y la protección de los recursos naturales, para que exista un entorno humano saludable.
Es una rama del Derecho bastante reciente, pero de gran desarrollo y futuro, surgiendo a mediados del siglo XX por la concienciación de la sociedad a consecuencia de algunos desastres ecológicos como la contaminación de la bahía de Minamata, el gran smog londinense, los escapes de Seveso o Bophal, y el accidente de Chernóbil, entre otros. Su origen, como tal especialización del Derecho, surge en la Conferencia de Naciones Unidas sobre el Medio Humano, celebrada en Estocolmo en 1972.
Entre sus características está su carácter multidisciplinario, ya que requiere la pericia y el asesoramiento de profesionales ajenos al Derecho (médicos, biólogos, ambientólogos, físicos, químicos, ingenieros, etc.) y estar en continuo cambio y actualización, en la misma medida que se producen avances científicos y técnicos.
El derecho ambiental se caracteriza por tener el trabajo del estado enfocado en realizar una "Zonificacion Ecológica y Económica" mediante los gobiernos regionales y locales, planificar bien las áreas destinadas para la vida en sociedad, el turismo, la producción agrícola. Evitando que la sociedad ocupe estos lugares destinados para un uso sostenible y generando una producción económica y un bienestar social, mediante los estudios de urbanización y producción del Gobierno Local.
Los objetivos del derecho ambiental se apuntan como fines de esta materia: tomar viable un objetivo primario, macro-objetivo, ligado con la sustentabilidad y el "estado socio-ambiental del derecho" según Antonio H. Benjamín, y de varios objetivos secundarios, micro objetivos secundarios, tales como la protección de la salud y seguridad humanas, salvaguarda de la biosfera por si, conservación del patrimonio estético, turístico, paisajístico, prevención, reparación y represión del daño ambiental, facilidad de acceso a la justicia, transparencia y libre circulación de la información ambiental, eficiencia económica, tutela de la propiedad, conocimiento científico y tecnológico, estabilidad social, democratización de los procesos decisorios ambientales, etc.
Muchos pleitos ambientales proponen la cuestión acerca de quién tiene más derecho: ¿las cuestiones legales están limitadas a los dueños de propiedades o tiene también derecho el público general a intervenir? El ensayo de Christopher D. Stone, "Should trees have standing?" (¿Los árboles deben tener derechos?) abordaba seriamente la cuestión sobre si los objetos naturales en sí mismos deberían tener derechos legales, incluido el derecho a participar en los pleitos. Stone sugirió que no había nada absurdo en este punto de vista, y recalcó que muchas entidades que ahora tienen derechos legales eran, en el pasado, tomadas como "cosas" sin derechos legales; por ejemplo, los extranjeros, los hijos y las mujeres. En ocasiones, su ensayo se ha considerado una falacia de la personificación.[cita requerida]

## Conceptos

### Justicia ambiental
El concepto de justicia ambiental aplica las teorías de la justicia al campo del medio ambiente y la ecología. Se deriva de la consideración del medio ambiente y los servicios del ecosistema como elementos del bien común.
Este concepto se refiere a la distribución equitativa de las cargas y beneficios en el uso y aprovechamiento de los bienes naturales de interés común, tales como el agua y el aire.Implica que hay derechos de acceso a la naturaleza para todos: individuos, familias, comunidades, empresas y otros grupos humanos en relación con el medio ambiente considerado como un bien común, pero a cambio de deberes y obligaciones legales. De acuerdo con el filósofo Fabrice Flipo (2022), y basado en el Informe sobre el Desarrollo Humano del Programa de Naciones Unidad para el Desarrollo (PNUD), «en ausencia de terceros capaces de administrar justicia, los más fuertes exceden sus derechos y evaden a sus deberes, constituyendo poco a poco potentados privados. Por lo tanto, como era de esperar, las normas actuales conducen a un aumento global de las desigualdades».
Estos deberes u obligaciones a menudo se agrupan en la noción de responsabilidad social y ambiental, bajo la premisa de que la libertad para explotar el medio ambiente se detiene donde amenaza a los demás, por tanto, es obligatorio no sobreexplotar un recurso. Asimismo, se enmarcan en la consideración de que el medio ambiente (biodiversidad, hábitats naturales, diversidad genética) estaría en sí mismo amenazado por las actividades humanas.
El concepto de justicia ambiental también invita a pensar e implementar medidas de reducción, reparación y compensación cuando el daño ecológico no puede evitarse, lo que a veces puede requerir o justificar una cierta "interferencia ecológica".

### Evaluación de impacto ambiental (EIA)
Evaluación de Impacto Ambiental (EIA) es el proceso formal empleado para predecir las consecuencias ambientales de una propuesta o decisión legislativa, la implantación de políticas y programas, o la puesta en marcha de proyectos de desarrollo. Es un conjunto estructurado de procedimientos, regidos normalmente por una ley (será diferente de acuerdo a cada legislación), documentos para poder constatar su cumplimiento. La Evaluación de Impacto Ambiental se introdujo por primera vez en Estados Unidos en 1969 como requisito de la National Environmental Policy Act (ley nacional de políticas sobre el medio ambiente, comúnmente conocida como NEPA). Desde entonces, un creciente número de países (incluida la Unión Europea) han adoptado la EIA, aprobando leyes y creando organismos para garantizar su implantación.
Una Evaluación de Impacto Ambiental suele comprender una serie de pasos:
1. Un examen previo, para decidir si un proyecto requiere un estudio de impacto y hasta qué nivel de detalle.
2. Un estudio preliminar, que sirve para identificar los impactos claves y su magnitud, significado e importancia.
3. Una determinación de su alcance, para garantizar que la EIA se centre en cuestiones clave y determinar dónde es necesaria una información más detallada.
4. El estudio en sí, consistente en meticulosas investigaciones para predecir o evaluar el impacto, y la propuesta de medidas preventivas, protectoras y correctoras necesarias para eliminar o disminuir los efectos de la actividad en cuestión.

### Delito ecológico
Un delito ecológico o delito ambiental se puede definir como un crimen contra el ambiente que es sancionado con penas de prisión gracias a la existencia de  legislación ambiental. La expresión es una noción jurídica reciente por lo que no cuenta con una definición unánime, lo que no impide que sea reconocida por la mayoría de los países. Así, la Interpol, como organización policial internacional, empezó a luchar contra el crimen ambiental en 1992.

### Ecocidio
El ecocidio es un neologismo que en principio, hace referencia a cualquier daño masivo o destrucción ambiental de un territorio determinado, parte de uno o más países, o bien, con consecuencias a escala global. Aún se sigue trabajando en una definición más precisa de ecocidio con el objetivo de tipificarlo como un crimen en contra de la humanidad.
El ecocidio puede ser irreversible cuando un ecosistema sufre un daño más allá de su capacidad de regenerarse. Este término se suele asociar con el daño causado por un agente vivo que directa o indirectamente puede infligir un ecocidio, matando suficientes especies en un ecosistema para interrumpir su estructura y función.

## Por país

### Chile
La Constitución de Chile, en su art. 19 N.º 8, establece: "La Constitución asegura a todas las personas: (...) El derecho a vivir en un medio ambiente libre de contaminación. Es deber del Estado velar para que este derecho no sea afectado y tutelar la preservación de la naturaleza.". La misma normativa establece la facultad estatal para la restricción del ejercicio de algunos derechos en relación con esta protección. Asimismo, este derecho es uno de los protegidos por la Acción o "Recurso" de Protección en su art. 20.
A nivel legal, Chile cuenta con la Ley de Bases del Medio Ambiente (N.º 19.300), establecida en 1994 y reformada profundamente en 2010. Esta ley establece los principios por los cuales se regirá la actuación del Estado y sus organismos para velar por el cuidado del medio ambiente. Establece como instrumentos de control el Sistema de Evaluación de Impacto Ambiental (que reemplazó a las Declaraciones y Estudios de Impacto Ambiental), Planes de Manejo, Prevención o Descontaminación, el Fondo de Protección Ambiental, la participación ciudadana en diversas instancias, entre otros. Asimismo, establece el deber de dictar Normas de Calidad Ambiental, Normas de Emisión y de Preservación de la Naturaleza y Conservación del Patrimonio Ambiental. Asimismo, establece la responsabilidad civil por daño ambiental.
Entre las instituciones encargadas de velar por el cumplimiento de las normas ambientales se hallan, primero, el Ministerio de Medio Ambiente (que reemplazó a la antigua Comisión Nacional del Medio Ambiente). Bajo su superintendencia están el Servicio de Evaluación Ambiental y la Superintendencia del Medio Ambiente. A su vez, existe el Consejo de Ministros para la Sustentabilidad, como órgano deliberante. En el ámbito judicial existen los Tribunales Ambientales, de los cuales existen 4 en el país. Otros organismos encargados de áreas específicas son la Corporación Nacional Forestal, el Comité Nacional para las Montañas, el Consejo de Monumentos Nacionales, etc., algunos agrupados en la Red Nacional de Fiscalización Ambiental.

### Ecuador
La Constitución de la República del Ecuador de 2008, principalmente en sus artículos 71-74, establecen que la naturaleza "tiene derecho a que se respete integralmente su existencia y el mantenimiento y regeneración de sus ciclos vitales, estructura, funciones y procesos evolutivos." En tal sentido, se obliga al Estado y las personas a proteger el medio ambiente. Consecuentemente, los derechos reconocidos en esa Carta Magna, hacen de la naturaleza un sujeto de derecho, tal como lo establece el artículo 10 de la Constitución de la República del Ecuador "La naturaleza será sujeto de aquellos derechos que le reconozca la Constitución".

### España
La Constitución española de 1978 en su artículo 45, establece que todos tienen el derecho a disfrutar de un medio ambiente adecuado para el desarrollo de la persona, así como el deber de conservarlo, y que los poderes públicos velarán por la utilización racional de todos los recursos naturales, con el fin de proteger y mejorar la calidad de la vida y defender y restaurar el medio ambiente, apoyándose en la indispensable solidaridad colectiva.
Algunas de las más importantes leyes en España de carácter medioambiental son la Ley de Aguas, la Ley de Calidad del Aire y Protección de la Atmósfera, la Ley de Evaluación de Impacto Ambiental, y la Ley del Patrimonio Natural y de la Biodiversidad, entre otras.

### Venezuela
En el año de 1984, el Dr. ENRIQUE GINNARI TROCONIS, Decano de la Facultad de Derecho de la Universidad Santa María, en Caracas, Venezuela, incorporó al Pensum de estudios, el Derecho Ecológico, materia que, como disciplina ampliada de la vieja concepción del Derecho Minero, se vela por primera vez en las Universidades del país. Esta incorporación vino a coadyuvar en la evolución, estudio y desarrollo del Derecho Ecológico en Venezuela como ciencia particular, para darle realmente el valor que esta materia tiene y que debe preservársele. 
Se piensa que la Universidad Santa María, ha ganado mucho terreno en el estudio y Desarrollo del Derecho Ecológico en Venezuela y ello principalmente se debe a que pionera en este aspecto, a ello, ha contribuido en gran proporción el Profesor Enrique Prieto Silva, con su producción de textos y de artículos consuetudi-comos, publicados en la Prensa Nacional, referidos, a tan significativa materia, como lo es hoy día la ciencia del Derecho Ecológico.
Cabe destacar también que en el mismo hilo de conceptos que el derecho ecológico se considera diferente al derecho ambiental y es únicamente debido a que el derecho ambiental atenderá de manera especial y preferente lo relativo a la conservación, protección y mejoramiento del ambiente; en cambio, el derecho ecológico será aquella especialidad científica que estudiará y analizará el vínculo que surge entre los seres vivos y el entorno que los rodea.

### México
El derecho ambiental de México comienza desde el artículo 4, párrafo quinto, de la Constitución, donde dice: «Toda persona tiene derecho a un medio ambiente sano para su desarrollo y bienestar. El Estado garantizará el respeto a este derecho. El daño y deterioro ambiental generará responsabilidad para quien lo provoque en términos de lo dispuesto por la ley.»

### Perú
El derecho ambiental en Perú se viene desarrollando desde hace más de dos décadas. Una corta lista de especialistas en ramas relacionadas del derecho fueron aquellos que dieron los primeros pasos en el Perú.
El Derecho Ambiental aparece como una nueva visión jurídica con autonomía propia. Es una rama horizontal del ordenamiento en formación con características y principios propios.
El Derecho ambiental en Perú se origina en el Derecho Civil. La Constitución de 1993 reconoce el derecho fundamental de la persona a gozar de un ambiente equilibrado y adecuado al desarrollo su vida (Artículo 2 inciso 22). Esto se complementa con la Ley general del ambiente (Ley 28611) que precisa que es un derecho y un deber fundamental.
De igual manera, la regulación ambiental peruana presenta las herramientas jurídicas necesarias para interponer acciones legales con el fin de requerir la reparación de daños ambientales; dentro de las que se encuentran los procesos de naturaleza civil (en caso de daños ambientales a colectivos determinados se regirá por las disposiciones comunes sobre responsabilidad extracontractual del Código Civil aprobado por Decreto Legislativo n.º 295; mientras que en en el caso de daños ambientales "puros" como daño a colectivos indeterminados, se puede realizar la defensa de un interés difuso conforme al artículo 82 de la norma antes mencionada) procesos de naturaleza constitucional (por medio de acciones de amparo, las cuales proceden en defensa del derecho a gozar de un medio ambiente equilibrado y adecuado para la vida, conforme al numeral 23 del artículo 37 de la Ley n.º 28237, Código Procesal Constitucional), procesos de naturaleza penal (por medio de las acciones penales frente a delitos ambientales) y procesos de naturaleza administrativa (en el marco de los procedimientos administrativos sancionadores que impulsan las entidades de fiscalización ambiental en el Perú, dentro de las que destacan en Organismo de Evaluación y Fiscalización Ambiental - OEFA).
Dos ámbitos generales han sido siempre incluidos al interior del Derecho Ambiental. Uno orientado a los problemas de contaminación ambiental y de deterioro de las condiciones del medio, y otro orientado a la conservación de los recursos naturales, de tal forma que se asegure el aprovechamiento sostenible de dichos recursos.
Autores como Antonio Andaluz y Walter Valdez en su organización Proterra, fueron de los primeros en trabajar el tema en el Perú. Posteriormente el establecimiento de la Sociedad Peruana de Derecho Ambiental (SPDA) de la mano de Jorge Caillaux dieron el impulso final para el desarrollo de esta rama del derecho.
Existe una sociedad que trabaja con Alerta Ambiental que es una herramienta que facilita el acceso a justicia ambiental a los distintos usuarios del bosque afectados por actividades ilegales en la región Madre de Dios. En la misma línea, la SPDA ha implementado desde 2010 el Consultorio Jurídico Gratuito en favor de la justicia ambiental, en las regiones de Loreto, Madre de Dios y Piura.

## Por temática

### Animales
El derecho animal o legislación animalista es el cuerpo de derechos positivos y jurisprudencia cuyo objeto de derecho es la naturaleza —legal, social o biológica— de los animales. No se debe confundir esta doctrina jurídica con los derechos de los animales, que son una filosofía y movimiento sobre los derechos naturales de los animales.
El derecho animal varía en cada país. En términos de legislación comparada, los mayores referentes son las legislaciones inglesa, norteamericana y europea en general, pioneras en implementar la regulación jurídica de los animales.
El derecho animal incluye animales de compañía, fauna, animales empleados en el entretenimiento y animales criados para comida e investigación. La esfera emergente del derecho animal a veces se compara con el movimiento del derecho medioambiental hace 30 años. El Animal Legal Defense Fund (Fundación de la Defensa Legal de Animales) fue fundado por la abogada Joyce Tischler en 1979 como la primera organización dedicada a la promoción de la esfera del derecho animal y usando el derecho para proteger las vidas y defender los intereses de los animales.

### Asbesto
Numerosas leyes regulan la producción y uso del asbesto. El asbesto (o amianto), es un mineral regulado por un amplio abanico de normativas y leyes relacionadas con su producción y uso, que incluyen su extracción, manufactura, utilización y eliminación. Las lesiones atribuidas al amianto han dado lugar a pleitos por lesiones y reclamaciones de indemnización de trabajadores. Los problemas de salud asociados al amianto o asbesto incluyen asbestosis, mesotelioma, cáncer y engrosamiento pleural difuso.
En los procedimientos civiles, uno de los mayores problemas relacionados con el amianto es el periodo de latencia de las enfermedades que causa. En muchos países existe un plazo de prescripción que impide iniciar acciones mucho después de que hayan prescrito los hechos que fundamentan la causa de la acción. En Malasia, por ejemplo, el periodo de tiempo para presentar una reclamación de responsabilidad civil es de seis años desde que se produjo el ilícito. A raíz de varias acciones legales relacionadas con el amianto, en países como Australia se han modificado las leyes en relación con el tiempo de prescripción, para que empiece a contar desde el momento en el que se descubre la enfermedad en lugar del momento en el que se produjo la causa de la demanda. Las primeras reclamaciones de empleados por lesiones derivadas de la exposición al amianto en el centro de trabajo se realizaron tuvieron lugar en 1927, y la primera demanda judicial contra un fabricante de amianto se presentó en 1929. Desde entonces se han presentado numerosas demandas. Como consecuencia de los litigios los fabricantes vendieron sus filiales, se diversificaron, fabricaron sustitutos del amianto y comenzaron a cerrar las empresas de amianto.

### Agua embotellada
Las prohibiciones del agua embotellada corresponden a aquellas medidas legislativas que tienen como objetivo limitar parcial o completamente la venta o el uso de agua conservada en botellas. Existen diversas instituciones y territorios que han llevado a cabo medidas de este tipo con el objetivo de reducir el sobreuso de recursos, las emisiones relacionadas con el transporte, el número de desperdicios plásticos y los daños a los acuíferos afectados.

### Depósito para envases
La legislación de depósito para envases puede referirse a cualquier ley que requiera recoger un depósito monetario por cada envase de gaseosa, jugo, leche, agua, bebidas alcohólicas y otros contenedores en el punto de venta. Al devolver el envase en un centro autorizado de reintegro o al punto de venta original (dependiendo de la legislación), se reintegra el depósito total o parcialmente a la persona que hace la devolución y que se asume es el comprador original.
Los gobiernos pueden aprobar leyes de depósito para envases por varias razones:
- Motivar el reciclaje.
- Complementar programas existentes de reciclaje.
- Reducir los niveles de basura a lo largo de autopistas, lagos, ríos, y propiedades públicas o privadas. La devolución del depósito es un incentivo económico para colectar los envases en zonas donde son un problema. De hecho, este es una parte significativa del ingreso para algunas personas y organizaciones cívicas sin fines de lucro.[cita requerida]
- Extender la vida útil de los rellenos sanitarios, locales o regionales, financiados públicamente, y
- Para proteger a los niños reduciendo las heridas producidas por vidrio.[cita requerida]

El dinero de los depósitos que no es devuelto normalmente se utiliza para financiar programas medioambientales; algunas veces se usa para cubrir el costo de procesar los envases devueltos.
Las diferencias en la problemática del manejo de los desechos sólidos y en las condiciones particulares de los diversos países hace necesario analizar en forma separada los aspectos generales de algunos de ellos, para poder enmarcar adecuadamente los correspondientes planteamientos legislativos sobre la protección del medio ambiente y sus efectos sobre la industria del empaque.
Tal como se mencionó antes, existe muy poca legislación a este respecto en los países en desarrollo. Por otra parte, en vista del próximo Tratado Libre Comercio entre los tres países de América del Norte, se ha dado mayor énfasis a la normatividad ambiental n EUA y en Canadá. Además por estar marcando pautas a seguir y por ser un mercado importante para lo productos de exportación mexicanos, también se presentan consideraciones legislativas de la CE y de algunos de sus países miembros, así como de Japón.